# Aurasma
Aurasma — додаток для смартфонів, розроблений британською компанією Autonomy, який може розпізнавати візуальні образи в реальному світі.
Додаток працює таким чином: користувач направляє камеру пристрою на один з оточуючих його об'єктів, програма розпізнає образ та відповідним чином замінює або доповнює його на екрані смартфона.
Також додаток має певні обмеження. Головне з них, за словами CEO компанії Autonomy Майка Лінча, це слабке залізо iPhone 4, потужностей якого ледве вистачає, щоб запустити програму. Крім того, розпізнавання образу триває близько секунди, тому, розпізнати об'єкт, проїжджаючи повз нього на автомобілі, неможливо. Також не буде і функції розпізнавання облич. Для цього потрібно створити та обробити тривимірну модель, Aurasma же працює з об'єктами, що можна представити і у 2D-форматі, наприклад, фасади будівель.
Технологія Aurasma була розроблена в Кембриджі компанією Autonomy і вперше продемонстрована публіці 2011 року на MipTV в Каннах. 5 травня 2011 року була запущена мобільна версія Aurasma для iPhone, в червні того ж року з'явилася версія для Android. З моменту свого офіційного запуску Aurasma стала основою більше 2 000 додатків, зв'язала партнерством 20 000 організацій з понад 100 країн світу. Серед самих іменитих користувачів сервісу — KFC, MarvelEntainment, Universal Pictures, Tesco та ін.